# 2910 Јошкар Ола
2910 Јошкар Ола (2910 Yoshkar-Ola) је астероид главног астероидног појаса чија средња удаљеност од Сунца износи 2,202 астрономских јединица (АЈ).
Апсолутна магнитуда астероида је 13,8.